# Rabetino
Rabetino (macedónul: Рабетино) település Észak-Macedóniában, a Délnyugati körzet Kicsevói járásában, 2013-ig a Vranesticai járás része volt, ami teljes egészében beolvadt a Kicsevói járásba.

## Népesség
| Lakosok száma | 90   | 82   | 72   | 58   | 24   | 6    | 3    | 5    |
|               | 1948 | 1953 | 1961 | 1971 | 1981 | 1991 | 2002 | 2021 |

2002-ben 3 lakosa volt, akik mindannyian macedónok.